# Piezoelectricitat

Piezoelectricitat descoberta pels germans Curie: es genera un voltatge en deformar el material

La piezoelectricitat és la capacitat de certs cristalls de generar una diferència de potencial quan se'ls sotmet a una deformació mecànica. La paraula deriva del grec πιέζειν (piezein), que significa «esprémer» o «estrènyer». L'efecte piezoelèctric és reversible: els cristalls piezoelèctrics es poden deformar quan se'ls aplica una diferència de potencial externa; la deformació resultant és, però, molt petita, d'aproximadament un 0,1% de les dimensions originals. El 1880, els germans Pierre Curie i Jacques Curie prediren i demostraren la piezoelectricitat en diversos cristalls, entre els quals la turmalina, el quars i el topazi. L'efecte invers fou predit per Lippmann el 1881 i els germans Curie aconseguiren observar-lo experimentalment poc després.
A més dels materials citats abans, molts altres exhibeixen aquest efecte. Es poden citar els cristalls semblants al quars, com la sal de La Rochelle, la berlinita (AlPO₄) i l'ortofosfat de gali (GaPO₄), els materials ceràmics amb perovskita o estructures tungstè-bronze
(BaTiO₃, 
KNbO₃, 
LiNbO₃, 
LiTaO₃, 
BiFeO₃, 
NaxWO₃, 
Ba₂NaNb₅O₅, 
Pb₂KNb₅O15).
Els polímers com la goma, la llana, el cabell i la seda exhibeixen una lleugera piezoelectricitat. Per altra banda, el polímer fluorur de polivinilidè, PVDF, presenta una piezoelectricitat considerablement més gran que la del quars.
Poden distingir-se també dos grups de materials: els que posseeixen caràcter piezoelèctric de manera natural (quars, turmalina...) i els anomenats ferroelèctrics, que presenten propietats piezoelèctriques després de ser sotmesos a una polarització (tantalat de liti, nitrat de liti, bernilita en forma de materials monocristal·lins i ceràmiques o polímers polars sota forma de microcristalls orientats).

## Història de la piezoelectricitat

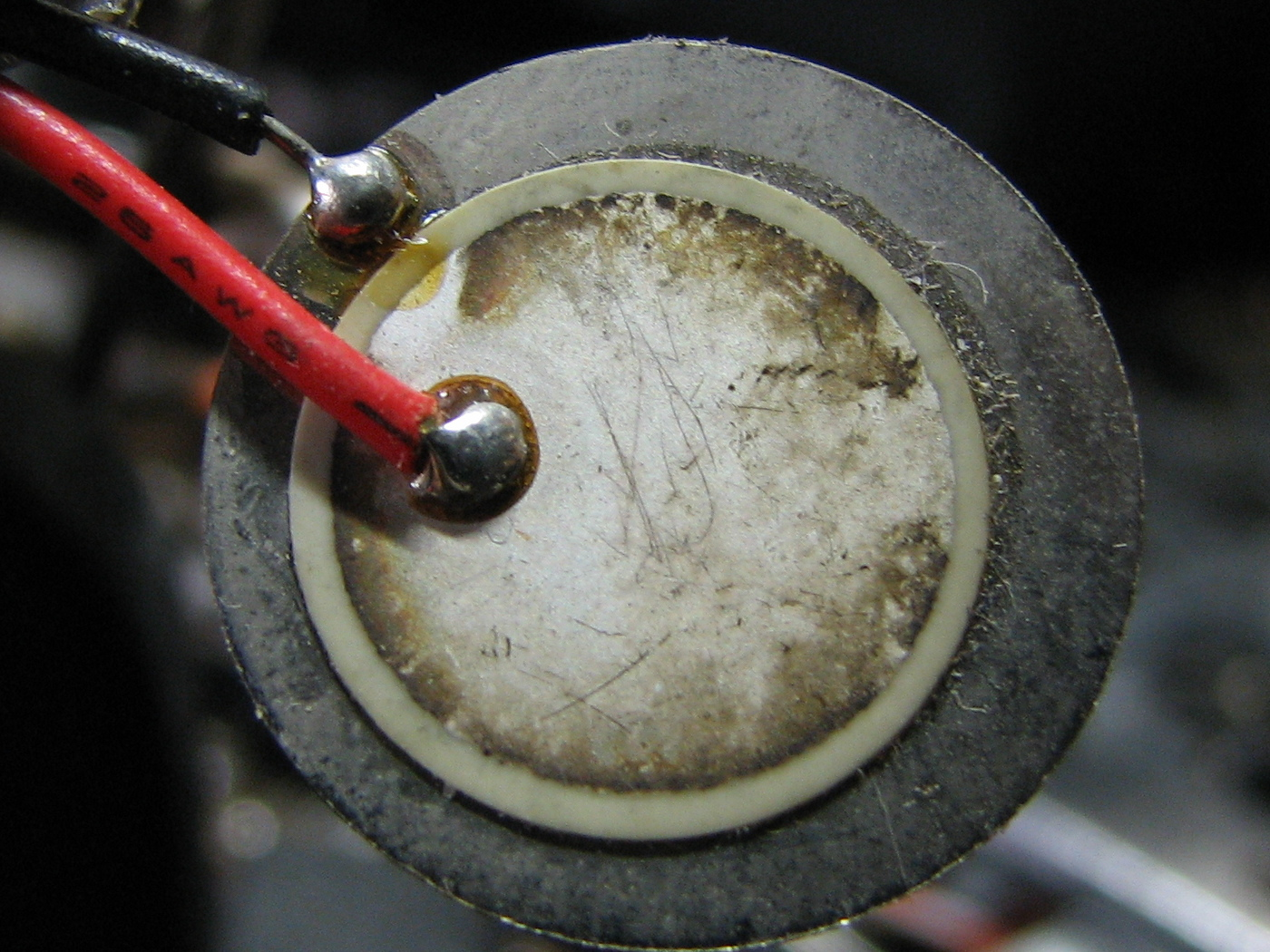
Brunzidor piezoelèctrics

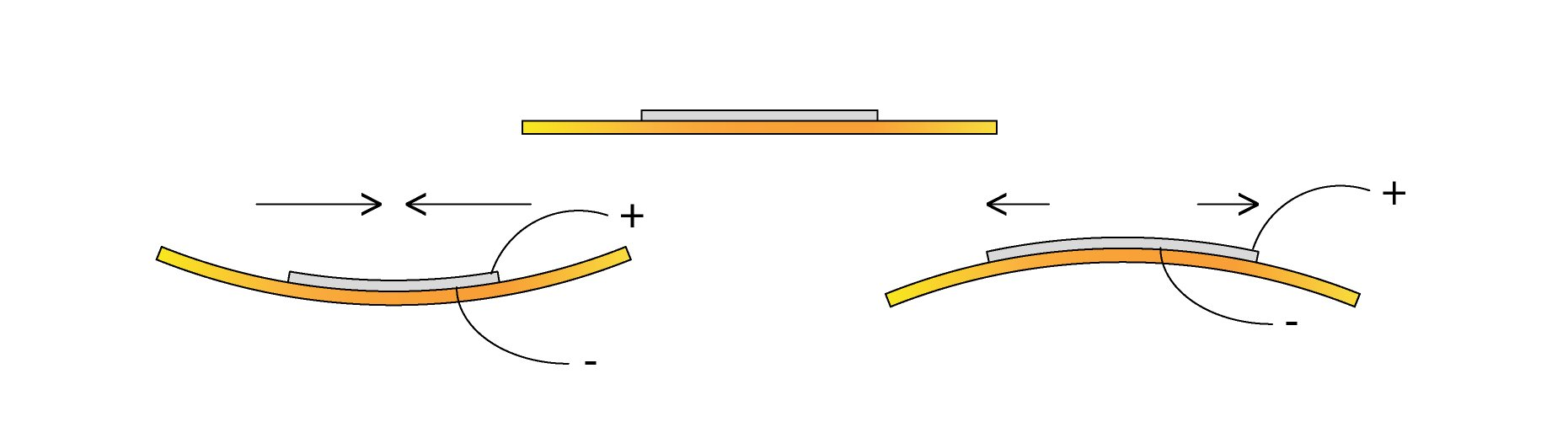
Conversió d'impulsos a ones sonores amb una placa piezoelèctrica

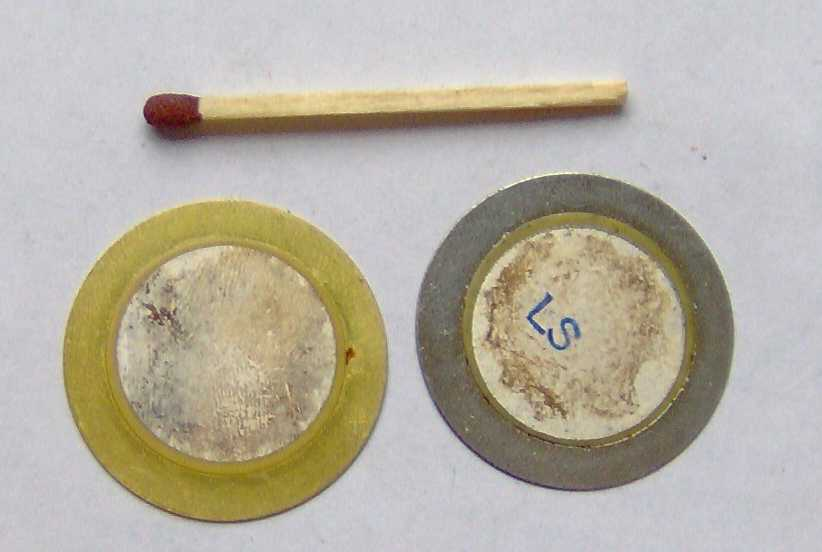
Material ceràmic unit a discs metàl·lics, emprats com transductors piezoelèctrics

El primer cop que es va observar el fenomen piezoelèctric va ser el 1880 pels germans francesos Pierre i Jacques Curie, quan estudiaven la compressió del quars. Ells dos van descobrir l'efecte piezoelèctric directe, en adonar-se que, en comprimir el quars, es generava una diferència de potencial entre les cares del cristall.
Tanmateix, els dos germans no van predir l'efecte piezoelèctric invers, que va ser deduït de forma matemàtica a partir dels principis fonamentals de la termodinàmica pel físic luxemburguès Gabriel Lippmann, i confirmat de forma immediata pels germans Curie.
Tanmateix, durant les següents dècades la piezoelectricitat va romandre com una simple curiositat de laboratori sense cap aplicació, tot i que es va seguir investigant dins del camp fins al punt culminant de la publicació de l'alemany Woldemar Voigt del seu Lehrbuch der Kristallphysik (Manual de la Física dels Cristalls) el 1910.
No fou fins al 1917, en el context de la Primera Guerra Mundial, quan es va trobar una aplicació pràctica per a tal efecte. Aquest fou el sònar, desenvolupat a França per Paul Langevin i el seu equip. Aquest invent feia servir les propietats del quars, primer llançant una ona d'alta freqüència amb un transductor format pel ja citat cristall de quars, situat entre dues plaques metàl·liques, i un hidròfon per detectar l'eco rebut. Calculant el temps que trigava a retornar l'eco de l'ona emesa, es podia calcular la distància a la qual un es trobava de l'objecte amb què havia topat l'ona.
L'èxit del sònar com a aplicació pràctica de l'efecte piezoelèctric va fer que durant les dècades següents es fes un gran salt quantitatiu i qualitatiu en la investigació en aquest camp. Es van desenvolupar nous materials piezoelèctrics, i es va incloure aquesta tecnologia als gramòfons, fent-los més barats i accessibles; en la investigació de materials, per mesurar la viscositat i elasticitat de sòlids i fluids; en reflectòmetres que permetien trobar falles estructurals en metalls i pedres, millorant la seguretat estructural, per citar només alguns exemples.
Durant la Segona Guerra Mundial, grups de recerca de Rússia, Japó i Estats Units van descobrir i desenvolupar els materials piezoelèctrics sintètics, anomenats ferroelèctrics, que tenien propietats piezoelèctriques molt més elevades que els materials naturals. Això va dur al desenvolupament de materials tals com el titanat de bari i d'altres similars amb propietats específiques per a aplicacions particulars.
Als Estats Units les companyies mantenien un cert secretisme al voltant del desenvolupament de materials i dispositius piezoelèctrics, degut als inicis del camp dins del sector militar i a l'interès per assegurar-se les noves patents. Malgrat els avanços que es van dur a terme, però, el mercat americà no va créixer en consonància degut a la manca de noves aplicacions pràctiques, fet que va ressentir fortament la indústria piezoelèctrica en aquest país.
Per contra, el flux d'informació entre fabricants fou molt fluid al Japó, i la competència existent va fer avançar molt la tecnologia i obrir nous mercats. Els esforços nipons van aconseguir crear materials competitius amb els americans a nivell d'especificacions, amb el plus afegit de no estar subjectes a les cares restriccions de les patents dels Estats Units. Entre els èxits japonesos més destacables s'hi poden trobar filtres piezoceràmics per ràdios i televisions, transductors d'àudio que es podien connectar directament a circuits electrònics i l'encenedor piezoelèctric, d'aplicació en petits motors d'ignició i en encenedors de butxaca.
Avui en dia, els materials piezoelèctrics són d'aplicació pràctica en moltes situacions de la vida quotidiana, així com en els sectors industrial, d'investigació i militar.